# Péruse
Die Péruse oder Péruze  (in ihrem Unterlauf auch Lien genannt) ist ein Fluss in Frankreich, der in der Region Nouvelle-Aquitaine verläuft. Sie entspringt im Gemeindegebiet von Sauzé-Vaussais, entwässert generell in südöstlicher Richtung, wobei sie im immer flacher werdenden Gelände zahlreiche Schleifen ausbildet, und mündet nach rund 24 Kilometern im Gemeindegebiet von Condac als rechter Nebenfluss in die Charente. Auf ihrem Weg durchquert die Péruse die Départements Deux-Sèvres und Charente.

## Hydrologie
Aufgrund des karstigen Untergrundes im Gebiet der Charente fließt die Péruse an manchen Stellen zwischen Bernac und Ruffec unterirdisch und fällt in den Sommermonaten zeitweise trocken.

## Orte am Fluss
(Reihenfolge in Fließrichtung)
- Vaussais, Gemeinde Sauzé-Vaussais
- Péruse, Gemeinde Sauzé-Vaussais
- Montjean
- Londigny
- Saint-Martin-du-Clocher
- Bernac
- Ruffec
- Condac